# U・LA・LA
『U・LA・LA』（ウ・ラ・ラ）は、TOKYO MXにて2006年から2012年まで放送されていた東京ローカルの情報バラエティ番組のシリーズ。

## 概要
番組シリーズ共通のテーマ・コンセプトは『女の子のための情報バラエティ』『東京で活躍する女性のためのニュース・情報番組』。タイトルの由来は漢字の“麗”（うらら）から。女性が目指す理想な姿を連想させる「麗しい・麗かな」をコンセプトとしており、テーマは「女性のための“共感型”情報番組」で、半蔵門メディアセンター内にあるTOKYO MX第1スタジオから毎日生放送していた。ハイビジョン制作。
月曜日「クッキング」、火曜日「お笑い」、水曜日「音楽」、木曜日「最新トレンド」、金曜日「映画」と、曜日ごとに異なるテーマを設けていた。
なお、番組中にCMが流れていたスポンサーはすべてPT扱いとなり、番組中の提供クレジットは一貫して表示されなかった（『TOKYOインフォメーション』の東京都はタイトルに表示しているため例外）。

## 番組の歴史
2006年7月3日に平日正午枠（12:00 - 13:00）で放送開始。MC（司会者）には、スターダストプロモーション所属のモデルでタレントのSHELLYを起用。
2009年4月1日から朝枠へ移行、放送時間も7:00 - 8:00となり『U・LA・LA@7』（ウ・ラ・ラ・アット・セブン）に改題しリニューアル。2011年9月30日に終了と共にSHELLYが降板。
2011年10月3日にはタイトルを『U LA LA ナナパチ』（ウララ・ナナパチ）に改題。MCにはアミューズ所属のバイリンガルタレント・女優のホラン千秋と、声優の平賀三恵を迎えリニューアル。2012年3月30日に終了するまで3番組、5年9カ月にわたって続いた。

### U・LA・LA
2006年7月1日に、MXの本社が開局時からあった江東区青海のテレコムセンターから千代田区半蔵門へ移転した。それに伴う形として、4月3日から正午枠に移動して放送していた『TOKYOアフタヌーンサプリ』が終了、麹町移転後最初の新番組として7月3日より12:00 - 13:00の枠で放送開始。MXが本格的にハイビジョン制作を開始した最初の番組である。なお、MXは同時期に呼称を「東京MXテレビ」から現在の「TOKYO MX」に変更した。
なお、当時の企画には、ハワイやネイルアートなどを扱った企画などもあった。
最終回ではSHELLYが自らはさみを入れ断髪した。
2009年3月31日をもって昼枠での放送は終了し、その後枠は再放送ドラマ枠（『MXドラマジックアワー』）となった。

### U・LA・LA@7
2009年4月1日、これまでの昼枠から朝7時の枠に移動し、タイトルも「U・LA・LA@7」としてリニューアル。番組のコンセプトは“見るたびにもっと素敵な私に”。SHELLYはそのままMCとして残り、新たに「学生アナウンサー」として、アシスタントに現役大学生を配し、他局番組との差別化を図った。
2009年末より番組内にTwitterを導入。生放送中にコメントを入れることが可能（番組ホームページから入室可能）となったほか、画面右上に視聴者のつぶやきが表示されるようになった。
2010年7月1日から2011年7月22日までは、アナログ放送ではレターボックスサイズによる放送となっていた（アナログ放送は2011年7月24日を以て終了した）。
2010年10月4日から2011年3月11日までは、地上デジタル放送では画面左右にデータ放送のオーバーレイ表示を行っており、左側に選択ボタン、右側に天気・交通情報等を表示していた。
番組開始当初から、毎日7:13にCM前のアイキャッチとして、ホテル グランパシフィック LE DAIBAの映像を流していた（映像は同じだが、BGMの選曲はその日のニュース等に合わせて行っていた）。2010年8月2日より映像が新バージョン（テキスト入り）に変わり、最終回まで使用された（ちなみに最終回ではボニー・ジェイムスの演奏による「蛍の光」がBGMに使用された）。
2011年4月4日放送より、オープニングアニメ及びコーナータイトルアニメなどがリニューアルされた。また、同日の放送で500回を迎えた。
2011年9月30日をもって、SHELLYが昼枠時代から換算して5年3カ月務めたMCを卒業。9月26日からの1週間は、構成が通常と一部変更となった。
- 構成変更により、9月29日（木曜日）に通常金曜日の映画関連コーナー（THIS WEEKS MOVIE RANKING、宣伝マンほぼ1分勝負）を放送（本来木曜日の「うららGOTO」等のコーナーを休止）。
- 最終回となった9月30日（金曜日）は7時52〜56分のニュース・天気情報を7時32〜36分へ繰り上げ、その後を最終回SPとして放送。最終回にはゲストとしてKAORU、高沢紀子、中野ダンキチ、チョコレートプラネットが出演。SHELLYの過去のVTRを見ながら思い出を振り返ったほか、ゲストがSHELLYのこれまでを暴露する企画も行われた。最終回エンディングには全曜日の学生アナウンサーも集結し、初代「U・LA・LA」から5年3カ月にわたった歴史に幕を下ろした。

### U LA LA ナナパチ
2011年10月3日よりタイトルを「U LA LA ナナパチ」にリニューアル。
MCは、女優でタレントのホラン千秋と、若手声優の平賀三恵のコンビが務めた（メインMCは実質的にはホランが務めており、平賀はサブ的な役割であった）ほか、ニュースパート担当の女性キャスターが1名ついていた（月・火曜は佐々木麻衣、水〜金曜は深津瑠美）。これまで通り最新ニュース、天気、交通（道路交通・鉄道路線）、芸能情報（旧「芸能う・ら・ら」）、そして都政情報（TOKYOインフォメーション）といったニュース・情報系はもちろん、「1週間ランキング」「ドラマ女子!」「今日のイケメン」といったデイリーコーナー、各曜日ごとに異なるテーマに沿った企画を中心に構成された。
当初は2部制を導入しており、第1部をニュース・情報パート、第2部をメインパートとしていたが、2012年1月4日の放送より2部制を廃止し、前半をこれまで通りニュース・情報パート（最新ニュース、天気、交通、芸能情報、TOKYOインフォメーション）、7:20よりメインパート（デイリーコーナー、日替わり企画）、さらに7:50はニュース・天気パートに変更となった。
番組オープニングは当初、ホランと平賀のみで進行し、黒板を使って見どころを紹介していた。リニューアルに伴い、2012年1月5日からはニュース担当キャスターも加わって3人で進行するようになり、見どころ紹介はテロップで表示されるようになった。なお、オープニング・エンディングの立ち位置は、開始当初から左位置：ホラン、右位置：平賀の順だったが、2012年1月以降は左から平賀、ホラン、キャスターの順となった。
「@7」から引き続きTwitterと連動しており、2012年2月6日から画面下部分にツールバー状でスクロール表示されるようになった（メインパートのみ常時表示）。またこれも「@7」から引き続き、画面右位置にデータ放送による天気予報の時系列表示をオーバーレイで行っていた。
2011年10月3日の初回から12月23日まで、第1部最後の7:29にCM前のアイキャッチとして、東京の旬の話題を映像で紹介していた（BGMにはその映像にあった選曲（主に洋楽中心）をしていた）。

## シリーズの終焉
2012年3月30日をもって『U LA LA ナナパチ』が終了、『U・LA・LA』シリーズとしては半年間という短命に終わった。なお、終了の背景には、2012年4月からのホランの『NEWS ZERO』（日本テレビ系）キャスター起用や、TOKYO MXにおける報道による東京情報強化の方針（下述の『チェックタイム』への移行）などがあった。これにより『U・LA・LA』シリーズは終了、昼枠・SHELLY時代から5年9カ月にわたる歴史に幕を下ろした。
「ナナパチ」最終週（2012年3月26日 - 3月30日）は通常と構成を一部変更して放送し、金曜日の映画関連企画（MOVIE RANKING、藤井ペイジ）は3月28日（水曜日）に水曜日の音楽関連企画と一緒に放送された。また、3月29日・30日はホランと平賀のグアムロケ企画を2日連続で放送した。なお最終回（3月30日）ではグアムロケ企画の関係により、通常7時50分前後のニュース・天気予報を7時28分に前倒しして放送した。
番組終了の翌週4月2日より後番組『チェックタイム』（MC：八田亜矢子、- 2013年3月）に引き継がれ、TOKYO MX（TOKYO MX1）の平日朝7時のニュース・情報番組枠は『TOKYO MX NEWS』（キャスター：村上幸司・魚住咲恵／2013年4月 - 2014年3月）→『モーニングCROSS』（MC：堀潤／2014年4月 - 2021年3月）→『堀潤モーニングFLAG』（MC：堀潤／2021年4月 - 2024年10月）→『おはリナ!』（MC：山本里菜／2024年10月 - 現在）と変遷していく。

## 出演者

### MC
U・LA・LA→U・LA・LA@7
- SHELLY（モデル・タレント）- MC、2006.7.3 - 2011.9.30

ULALA ナナパチ
- ホラン千秋（女優・タレント）2011.10.3 - 2012.3.30
- 平賀三恵（声優）2011.10.3 - 2012.3.30

### キャスター
ULALA ナナパチ
- 佐々木麻衣（月・火曜日担当） 2011.10.3 - 2012.3.27
- 深津瑠美（水・木・金曜日担当） 2011.10.5 - 2012.3.30

### その他のレギュラー
- NANATO（ネイルアーティスト） - 『NANATO's NAIL ART』（木曜日）
- 五十嵐豪（料理研究家） - 『7minitesパティシエール』→『14minitesパティシエール』（月曜日）2006.7.3 - 2008.9.29
- 成澤秀麗（書道家） - コーナー不明
- KAORU（ベジタブル&フルーツマイスター（ブログ）） - 『ベジフル』→『LOVEベジごはん』（月曜日）2007.7.8 - 2011.9.26[9]
- 高沢紀子（料理研究家、祐成陽子クッキングアートセミナー講師/通称：のりパン（ブログ）） - 『14minitesパティシエール』→『8minites朝カフェール』（月曜日）2008.10.6 - 2011.9.26
- 中野ダンキチ（Z級映画評論家（自称）） - 『New Cinema ダンキチ』（金曜日）、不定期出演
- 桜倉ケン（占い師） - 『桜倉ケンのイケメン占い』監修
- 真央侑奈（占い師（公式サイト））：『真央侑奈のハッピー星座占い』監修
- 横手貞一朗（パーソナルトレーナー） - 『everybody モテバディ』（火曜日、2011.4.5 - 2011.9.27）→『横手貞一朗の朝から!せめきめエクササイズ』（木曜日）2011.10.6 - 2012.3.29）
- 福田彩乃（ものまねタレント） - 『今日のイケメン』リポーター 2011.10.3 - 2012.3.26
- うーら（OL兼料理研究家） - 『進め!カリスマ料理ブロガーへの道』（月曜日）※交代制
- マイティ（節約料理研究家、日本ソムリエ協会認定ソムリエ） - 同上
- かおるん（ビューティーレシピ・アドバイザー） - 同上
- YOMEちゃん（メニュープランナー） - 同上
- 藤井ペイジ（芸人/飛石連休）- 『藤井ペイジのコレの映画を見たらええんちゃう?』（金曜日、隔週）2011.10.7 - 2012.3.28
- 渋谷亜希（女優）- 『渋谷亜希のコレを見ないとお・し・お・き・よ!』（金曜日、隔週）2011.10.14 - 2011.3.23

ほか

### 学生アナウンサー
「@7」時代に設けられていた学生アシスタント制度。アナウンススクールで受講する現役大学生が「学生アナウンサー」として、各曜日1名（初期は月・水、火・木、金曜）が日替わりで出演していた。主にニュース、天気、交通情報、芸能情報（芸能う・ら・ら）などを担当していた。通常のアシスタント業務以外にも、木曜日の「うららGOTO」でリポート等も担当していた。本番組で活躍した学生アナウンサーから、多くのアナウンサー・キャスター・リポーターを輩出した。
基本的な出演期間は半年間（ただし第2期・第6期のみ3ヶ月）。第5期以降、水曜日と金曜日が男性で、それ以外はすべて女性というシフトとなった。
2011年9月30日の「@7」終了に伴い、第6期学生アナウンサーが全員卒業、これと同時に学生アナウンサーは廃止となった。
なお、番組で学生アナウンサーとして活躍したアナウンサーは以下の通り（所属先は2024年現在、★はフリー。職歴は各氏の項目を参照）。
第1期（2009.4.1 - 9.30）
初期の学生アナウンサーは3名で、月・水（週2回）、火・木（週2回）、金（週1回）、というシフト制をとっていた。メンバー全員が男性で、全曜日男性もこの期間のみだった。
- 櫻井譲士（月・水曜日担当、現・TVQ九州放送）
- 長島弘樹（火・木曜日担当、現・富山テレビ）
- 吉田圭吾（金曜日担当、現・福井テレビ）

第2期（2009.10.1 - 12.28）
第2期より、学生アナウンサーに初めて女性が加わるようになり、メンバー全員が女性に。第1期からの週3シフトもここで最後となる。
- 落合由佳（月・水曜日担当、現・フロム・ファーストプロダクション所属）★
- 村田千弥（火・木曜日担当、現・MC企画所属）★
- 楪望（金曜日担当、現・AbemaNewsキャスター）★

第3期（2010.1.4 - 6.30）
第3期より5名となり、各曜日1名ずつを担当。第2期と同様メンバー全員は女性。
- 数井えりさ（月曜日担当）[10]
- 大木文香（火曜日担当）★
- 宮澤那奈（水曜日担当）
- 高橋春花（木曜日担当）
- 金沢歩（金曜日担当）★

第4期（2010.7.1 - 12.28）
第1期以来となる男性キャスターが加わり、これ以降、男女混成メンバーとなる。
- 松原江里佳（月曜日担当、現・スターダストプロモーション）★
- 壽老麻衣（火曜日担当、現・TBSスパークル、TBS NEWSキャスター）★
- 石井優香（水曜日担当）★
- 井上彩香（木曜日担当、現・鹿児島テレビ）
- 岡本星矢（金曜日担当）

第5期（2011.1.4 - 6.30）
第5期からは女性3名、男性2名となる。また5人とも出演当時は大学1〜2年生だったため、学生アナウンサー史上最も平均で若い布陣であった。
- 東島衣里（月曜日担当、現・ニッポン放送）[11]
- 金井憧れ（火曜日担当、現・TBSスパークル、TBS NEWSキャスター）★
- 古関潤一（水曜日担当）
- 中島芽生（木曜日担当、現・日本テレビ）[12][13]
- 上坂嵩（金曜日担当、現・メ〜テレ）

第6期（2011.7.1 - 9.30）
最終期となった第6期も女性3名、男性2名で、メンバー全員が1990年生まれである。
- 薄井しお里（月曜日担当、現・グラビアアイドル〈リップ所属〉）
- 酒井杏奈（火曜日担当、現・日本テレビ[14]）
- 石井隆広（水曜日担当、現・NHK）[15][16]
- 河西友紀（木曜日担当）
- 小野寺真央（金曜日担当）

#### 学生アナウンサーにおける補足
- 本来の曜日担当の学生アナが出演できない場合は、他曜日の担当アナが代わって出演していた。
担当曜日が交換となるケースもあった。以下はその一例。
  1. 2010年4月26日（月曜日）、29日（木曜日・祝日）- 高橋（当時木曜日担当、29日→26日）、数井（当時月曜日担当、26日→29日）
当時、この週は「うららGOTO」にて数井がシルク・ドゥ・ソレイユの「ZED」をリポートする企画を放送する関係で、高橋と入れ替えとなった。
  2. 2010年7月14・21日（水曜日）、16・23日（金曜日） - 岡本（当時金曜日担当、この週は水曜日に出演）、石井（優）（当時水曜日担当、この週は金曜日に出演）
  3. 2010年11月4日（木曜日）、5日（金曜日） - 岡本（当時金曜日担当、5日→4日）、井上（当時木曜日担当、4日→5日）
  4. 2010年11月10日（水曜日）、11日（木曜日） - 井上（当時木曜日担当、11日→10日）、石井（優）（当時水曜日担当、10日→11日）
2010年11月11日の「うららGOTO」にて石井(優)が山梨県でロケをした企画のため、井上と担当曜日を交換。
- 学生アナ新任の初日には全員が出演し、オープニングで自己紹介をするほか、ニュースや芸能情報などを各自交代で担当。また任期最終日にもエンディングに全員が出演して挨拶をするのが慣例だった。
- 第5期生が就任して間もない2011年1月10日〜1月14日の週は担当に大幅な変動が生じた。1月10日（月曜日、成人の日）は東島（当時月曜日担当）が成人式出席のため不出演、中島（当時木曜日担当）がピンチヒッターを担当した。また1月13日（木曜日）は中島が体調不良のため上坂（当時金曜日担当）がピンチヒッターを務め、上坂は本来担当の金曜日と2日続けて担当した。なお、東島は1月17日（月曜日）の放送から月曜日を担当した。

## 番組構成

### 基本スケジュール

#### U・LA・LA@7時代
（2011年9月番組終了時点）
| 時間     | 月曜日                                                   | 火曜日                                                   | 水曜日                                                   | 木曜日                                                   | 金曜日                                                   |
| -------- | -------------------------------------------------------- | -------------------------------------------------------- | -------------------------------------------------------- | -------------------------------------------------------- | -------------------------------------------------------- |
| 7:00     | オープニング                                             | オープニング                                             | オープニング                                             | オープニング                                             | オープニング                                             |
| 7:00     | 天気、道路交通、鉄道運行情報、ニュース                   |                                                          |                                                          |                                                          |                                                          |
| 7:06     | LOVEベジ ごはん                                          | everybody モテバディ                                     | SHELLY'S WAKE UP CALL                                    | カンバン男子 みーっけ!                                   | ココイコ                                                 |
| 7:13     | アイキャッチ（提供：ホテル グランパシフィック LE DAIBA） | アイキャッチ（提供：ホテル グランパシフィック LE DAIBA） | アイキャッチ（提供：ホテル グランパシフィック LE DAIBA） | アイキャッチ（提供：ホテル グランパシフィック LE DAIBA） | アイキャッチ（提供：ホテル グランパシフィック LE DAIBA） |
| 7:15     | TOKYOインフォメーション（提供：東京都）                  | TOKYOインフォメーション（提供：東京都）                  | TOKYOインフォメーション（提供：東京都）                  | TOKYOインフォメーション（提供：東京都）                  | TOKYOインフォメーション（提供：東京都）                  |
| 7:20     | 天気情報                                                 | 天気情報                                                 | 天気情報                                                 | 天気情報                                                 | 天気情報                                                 |
| 7:23前後 | 芸能う・ら・ら                                           | 芸能う・ら・ら                                           | 芸能う・ら・ら                                           | 芸能う・ら・ら                                           | 芸能う・ら・ら                                           |
| 7:32前後 | 8minites 朝カフェール                                    | よしもと ウララちゃん                                    | HOT HIT ALBUM CHART TOP10                                | うららGOTO                                               | THIS WEEKS MOVIE RANKING                                 |
| 7:42前後 | 天気情報                                                 | 天気情報                                                 | 天気情報                                                 | 天気情報                                                 | 天気情報                                                 |
| 7:42前後 | 8minites朝カフェール TOKYO HEADLINE                      | よしもと ウララちゃん                                    | U・LA・LA PICK UP!                                       | うららGOTO The 給湯室                                    | 宣伝マン ほぼ1分勝負                                     |
| 7:52     | ニュース、天気情報                                       | ニュース、天気情報                                       | ニュース、天気情報                                       | ニュース、天気情報                                       | ニュース、天気情報                                       |
| 7:56     | 真央侑奈のハッピー星座占い                               | 真央侑奈のハッピー星座占い                               | 真央侑奈のハッピー星座占い                               | 真央侑奈のハッピー星座占い                               | 真央侑奈のハッピー星座占い                               |
| 7:56     | エンディング                                             |                                                          |                                                          |                                                          |                                                          |
| 7:59     | （番組終了）                                             | （番組終了）                                             | （番組終了）                                             | （番組終了）                                             | （番組終了）                                             |

#### ULALAナナパチ

##### 2011年10月3日〜12月23日
| 時間 | ブロック     | 月曜日                                                         | 火曜日                                                         | 水曜日                                                            | 木曜日                                                         | 金曜日                                                         |
| ---- | ------------ | -------------------------------------------------------------- | -------------------------------------------------------------- | ----------------------------------------------------------------- | -------------------------------------------------------------- | -------------------------------------------------------------- |
| 7:00 | オープニング | オープニング                                                   | オープニング                                                   | オープニング                                                      | オープニング                                                   | オープニング                                                   |
| 7:03 | 第1部        | ニュース、天気、道路交通情報                                   | ニュース、天気、道路交通情報                                   | ニュース、天気、道路交通情報                                      | ニュース、天気、道路交通情報                                   | ニュース、天気、道路交通情報                                   |
| 7:07 | 第1部        | 芸能情報                                                       | 芸能情報                                                       | 芸能情報                                                          | 芸能情報                                                       | 芸能情報                                                       |
| 7:15 | 第1部        | TOKYOインフォメーション（提供：東京都）                        | TOKYOインフォメーション（提供：東京都）                        | TOKYOインフォメーション（提供：東京都）                           | TOKYOインフォメーション（提供：東京都）                        | TOKYOインフォメーション（提供：東京都）                        |
| 7:20 | 第1部        | ニュース、天気、鉄道情報                                       | ニュース、天気、鉄道情報                                       | ニュース、天気、鉄道情報                                          | ニュース、天気、鉄道情報                                       | ニュース、天気、鉄道情報                                       |
| 7:30 | 第2部        | （ロゴアニメーション：U LA LA ナナパチ 7:30）<>1週間ランキング | （ロゴアニメーション：U LA LA ナナパチ 7:30）<>1週間ランキング | （ロゴアニメーション：U LA LA ナナパチ 7:30）<>1週間ランキング    | （ロゴアニメーション：U LA LA ナナパチ 7:30）<>1週間ランキング | （ロゴアニメーション：U LA LA ナナパチ 7:30）<>1週間ランキング |
| 7:30 | 第2部        | 今日のイケメン アニメ推し・ドラマ女子!                         | 今日のイケメン アニメ推し・ドラマ女子!                         | 今日のイケメン アニメ推し・ドラマ女子!                            | 今日のイケメン アニメ推し・ドラマ女子!                         | 今日のイケメン お出かけ女子                                    |
| 7:37 | 第2部        | 進め!カリスマ 料理ブロガーへの道                               | ナナパチよしもと                                               | ちょっと!先出し RANKING 早起きアーティスト Listen! 恋に聴く英会話 | 今日の特集                                                     | MOVIE RANKING                                                  |
| 7:48 | 第2部        | TOKYO HEADLINE                                                 | 女子ゴトCHECK!                                                 | ちょっと!先出し RANKING 早起きアーティスト Listen! 恋に聴く英会話 | 横手貞一朗の朝から! せめきめエクササイズ                       | 藤井ペイジ/渋谷亜希 アニメ推し・ドラマ女子!                    |
| 7:56 | 第2部        | 真央侑奈のハッピー星座占い                                     | 真央侑奈のハッピー星座占い                                     | 真央侑奈のハッピー星座占い                                        | 真央侑奈のハッピー星座占い                                     | 真央侑奈のハッピー星座占い                                     |
| 7:56 | 第2部        | エンディング                                                   |                                                                |                                                                   |                                                                |                                                                |
| 7:59 | （番組終了） | （番組終了）                                                   | （番組終了）                                                   | （番組終了）                                                      | （番組終了）                                                   | （番組終了）                                                   |

##### 2012年1月4日〜3月30日
| 時間         | 月曜日                                          | 火曜日                                  | 水曜日                                                            | 木曜日                                              | 金曜日                                                    |              |
| ------------ | ----------------------------------------------- | --------------------------------------- | ----------------------------------------------------------------- | --------------------------------------------------- | --------------------------------------------------------- | ------------ |
| 7:00         | オープニング                                    | オープニング                            | オープニング                                                      | オープニング                                        | オープニング                                              |              |
| 7:02         | ニュース、天気、道路交通情報                    | ニュース、天気、道路交通情報            | ニュース、天気、道路交通情報                                      | ニュース、天気、道路交通情報                        | ニュース、天気、道路交通情報                              |              |
| 7:07         | 芸能情報                                        | 芸能情報                                | 芸能情報                                                          | 芸能情報                                            | 芸能情報                                                  |              |
| 7:15         | TOKYOインフォメーション（提供：東京都）         | TOKYOインフォメーション（提供：東京都） | TOKYOインフォメーション（提供：東京都）                           | TOKYOインフォメーション（提供：東京都）             | TOKYOインフォメーション（提供：東京都）                   |              |
| 7:22         | 1週間ランキング                                 | 1週間ランキング                         | 1週間ランキング                                                   | 1週間ランキング                                     | 1週間ランキング                                           |              |
| 7:25 〜 7:28 | アニメ推し・ドラマ女子! 今日のイケメン          | アニメ推し・ドラマ女子! 今日のイケメン  | アニメ推し・ドラマ女子! 今日のイケメン                            | アニメ推し・ドラマ女子! 今日のイケメン              | アニメ推し・ドラマ女子! 今日のイケメン                    |              |
| 7:28 〜 7:48 | 進め!カリスマ 料理ブロガーへの道 TOKYO HEADLINE | ナナパチよしもと 女子ゴトCHECK!         | ちょっと!先出し RANKING 早起きアーティスト Listen! 恋に聴く英会話 | 今日の特集 横手貞一朗の朝から! せめきめエクササイズ | お出かけ女子 MOVIE RANKING 藤井ペイジ／渋谷亜希 （※隔週） |              |
| 7:49         | ニュース、天気情報                              | ニュース、天気情報                      | ニュース、天気情報                                                | ニュース、天気情報                                  | ニュース、天気情報                                        |              |
| 7:56 〜 7:58 | 真央侑奈のハッピー星座占い                      | 真央侑奈のハッピー星座占い              | 真央侑奈のハッピー星座占い                                        | 真央侑奈のハッピー星座占い                          | 真央侑奈のハッピー星座占い                                |              |
| 7:56 〜 7:58 | エンディング                                    |                                         |                                                                   |                                                     |                                                           |              |
| 7:59         | （番組終了）                                    | （番組終了）                            | （番組終了）                                                      | （番組終了）                                        | （番組終了）                                              | （番組終了） |

### オープニング
- U・LA・LA - ギターのリズムに乗せて蝶が飛び立ち、「U・LA・LA」の文字が表示される。
- U・LA・LA@7
  - 2009年4月 - 2011年3月：白い背景にポップ調の音楽に乗せて、「Fashion」「Music」「Cinema」などの色違いの文字や絵が飛び出し、ピンク色の「U・LA・LA@7」ロゴが表示される。
  - 2011年4月 - 9月：MCのSHELLYによく似た女性（SHELLYをモデルにしているとされる）のアニメーション。最後はマリリン・モンローのスカートがめくれる場面を再現し、そこに「U・LA・LA@7」ロゴが表示される（『芸能う・ら・ら』コーナータイトル時も同様）。
- ULALAナナパチ - 半蔵門第1スタジオのライブ映像をバックに「ULALAナナパチ」のロゴのアニメーション。（2011年10月〜12月まではタイトル出しの時はポップな音楽が流れていた）

## コーナー

### ULALAナナパチ ニュース・情報パート
- ニュース
- 天気情報
- 道路交通・鉄道情報
- 芸能情報（7:07 - 7:13）

毎日、最新芸能ニュースを厳選して5項目紹介する。
芸能情報の前後にホランと平賀が顔出しで登場し「さぁ、ここからは芸能情報です。今日はどんな情報があるんでしょうか?…○○さぁ〜ん!よろしくぅ!!」と紹介し、担当キャスターに引き継ぐ。コーナーの最後にホランと平賀が短くトークし「お知らせの後は、TOKYOインフォメーションです!」で締める。
芸能ニュース部分のみ三重テレビ放送へ時差ネット（夕方のローカル情報番組『とってもワクドキ!』に内包）。また、15:00-15:30のTOKYO MX NEWS内でこのコーナーで放送された芸能ニュースを放送している。
SHELLY時代は『芸能う・ら・ら』のタイトルだった（また、昼枠時代は『TOKYOモーニングサプリ』の「芸能サプリ」と同一内容だった）。

### ULALAナナパチ メインパート
- 1週間ランキング

インターネットショッピングサイト楽天市場の売上ランキングから、毎週テーマを設定し商品を紹介。毎日5、4、3、2、1位の順に1つずつ紹介していく。コーナー中、ホランと平賀による寸劇を披露するのが名物となっていた。またYouTubeでも動画配信されていた。
半年間に放送されたランキングのテーマは以下の通り。
1. 2011年10月第1週（10月3日〜10月7日）「口紅」
2. 2011年10月第2週（10月10日〜10月14日）「ロングブーツ」
3. 2011年10月第3週（10月17日〜10月21日）「プリン」
4. 2011年10月第4週（10月24日〜10月28日）「ロールケーキ」
5. 2011年10月第5週（10月31日〜11月4日）「アイシャドー」
6. 2011年11月第1週（11月7日〜11月11日）「シュークリーム」
7. 2011年11月第2週（11月14日〜11月18日）「女性用帽子」
8. 2011年11月第3週（11月21日〜11月25日）「マニキュア」
9. 2011年11月第4週（11月27日〜12月2日）「タルト」
10. 2011年12月第1週（12月5日〜12月9日）「ルームウェア」
11. 2011年12月第2週（12月12日〜12月16日）「クリスマスケーキ」
12. 2011年12月第3週（12月19日〜12月23日）「鍋」
13. 2012年1月第1週（1月4日〜1月6日）「福袋」 - 年末年始休止明けのため、第3位から発表
14. 2012年1月第2週（1月9日〜1月13日）「手袋」
15. 2012年1月第3週（1月16日〜1月20日）「ストール」
16. 2012年1月第4週（1月23日〜1月27日）「あったかスープ」
17. 2012年1月第5週（1月30日〜2月3日）「チョコレート」
18. 2012年2月第1週（2月6日〜2月10日）「イヤーマフラー」
19. 2012年2月第2週（2月13日〜2月17日）「あったかグッズ」
20. 2012年2月第3週（2月20日〜2月24日）「おとりよせラーメン」
21. 2012年2月第4週（2月27日〜3月2日）「ひなまつりスイーツ」
22. 2012年3月第1週（3月5日〜3月9日）「ダイエットグッズ」
23. 2012年3月第2週（3月12日〜3月16日）「パン&ベーグル」
24. 2012年3月第3週（3月19日〜3月23日）「シューズ」
25. 2012年3月第4週（3月26日〜3月30日）「レトルトカレー」

- アニメ推し・ドラマ女子!

TOKYO MXで当日放送されるアニメやドラマをピックアップして紹介する。なお、アニメの放送がない日などは「ドラマ女子!」となり、ドラマのみ紹介する。
- 今日のイケメン

女性ものまねタレントの福田彩乃が都内某所へ出向き、イケメン男性を紹介する。毎週異なるテーマが設定され（例えば「韓流イケメン」の場合は新大久保の朝鮮料理店で働く店員、といった具合）、そのテーマから1名の男性が登場する。
- お知らせ

「スポンサーは神様ぢゃ」と書かれた神様の前の台に各社の製品を置き宣伝する。 なお余りスポンサーの製品が置かれないのでその時は代わりにTOKYO MXのマスコットキャラクターゆめらいおんを置きスポンサー製品募集をアピールする。
- 真央侑奈のハッピー星座占い

エンディングのコーナー。占い師の真央侑奈の監修による星座占い。「@7」末期から継続。

#### 月曜日
- 進め!カリスマ料理ブロガーへの道

カリスマ料理ブロガーを講師に迎え、絶品メニュー作りに挑戦する。なお、講師として出演するブロガーは作る料理など条件により異なる。
- TOKYO HEADLINE

フリーペーパーTOKYO HEADLINEから注目記事を紹介。SHELLY時代から代々続くコーナー。

#### 火曜日
- ナナパチよしもと

神保町花月に出演しているよしもとの若手注目株芸人が生出演しネタを披露。トークも満載。SHELLY時代の「よしもとうららちゃん」から継承。
- 女子ゴトCHECK!

SHELLY時代の木曜日企画「The給湯室」をリニューアル。発売中の女性むけ雑誌に掲載されている女心をくすぐるネタを紹介する。

#### 水曜日
- ちょっと!先出しRANKING

携帯音楽配信サイト、レコチョクの週間ダウンロードトップ10を紹介。ランキング発表当日ではあるものの、集計前のため放送時間に間に合わないことから、予測上のランキングを「先出し」として紹介している。
- 早起きアーティスト

毎回、ゲストアーティストを1組迎え、スタジオミニライブを行う。
- Listen! 恋に聴く英会話

ホランが、洋楽の楽曲のフレーズを通して、女子の恋愛について指南する。

#### 木曜日
- 特集コーナー
- 横手貞一朗の朝から!せめきめエクササイズ

パーソナルトレーナーの横手貞一朗を講師に迎え、エクササイズに挑戦するコーナー。「@7」末期（2011年4月-9月）のコーナー「everybody モテバディ」を継承。なお、これまでに番組で紹介したエクササイズはYouTubeで再視聴できる。

#### 金曜日
- おでかけ女子

週末のおすすめイベントを紹介。SHELLY時代の「ココイコ」を継承。
- MOVIE RANKING

1週間の映画興行収入ランキングや、ミニシアター系作品のランキング等も紹介する。
- 藤井ペイジのコレの映画を見たらええんちゃう?

映画好き芸人の藤井ペイジ（飛石連休）がお勧め映画を紹介する。隔週。
- 渋谷亜希のコレを見ないとお・し・お・き・よ!

女優の渋谷亜希がお勧め映画を紹介する。隔週。

### U・LA・LA→U・LA・LA@7時代のコーナー・企画
- 今日モノ

オープニングに行われていたコーナー。当日発売された商品や開催されているイベント、オープンするお店などさまざまなものから番組が注目したものを毎日1つ紹介。主に女性向けの商品やイベントに特化されていた。
- Legend of Hawaii〜あなたの知らないHAWAIIに出会う〜 - U・LA・LA時代

ワンセグ・データ放送連動企画として行われた季節情報。三菱商事が協力。
- NANATO's NAIL ART - U・LA・LA時代

毎週木曜日に行われていた（時期不明）。ネイルアーティストのNANATOがネイルアートについて紹介。
- ベジフル

毎週月曜日に行われていたコーナー。季節の野菜やフルーツに関する美容や健康情報を紹介するほか、調理法なども紹介。アドバイスはベジタブル&フルーツマイスターのKAORU。2010年10月より「LOVEベジごはん」へ引き継がれた。
- 7minitesパティシエール→14minitesパティシエール→8minites朝カフェール

毎週月曜日に行われていたコーナー。
電子レンジを使ってできる簡単な調理法を紹介しながら、8分間で朝ごはんを作る。講師はのりパンこと高沢紀子（料理研究家）。構成上、生放送にて8分間で調理しなければならないため、調理時間が8分を超えた場合は失敗作になることもしばしばある（その場合、見本を写真で紹介する）。なお「7minites」時代は7分間（→「14minites」では14分間）でデザートを作るコーナーだった。
2010年10月4日より「8minites」2ndシーズンに突入するとともに、調理時間がカウント表示されるようになり、1分前になるとCCDカメラが作動する仕組みとなった。
「8minites」時代はGYAO!の動画配信サービスにて後日公開されていた。
- LOVEベジごはん

2010年10月より毎週月曜日に行われていた、旧「ベジフル」をリニューアルしたコーナー。世界各国の野菜やフルーツに焦点を当て、美容と健康に良い簡単な料理レシピを紹介する。前コーナーに引き続きコーナーレギュラーとしてKAORUが出演、調理法などについてアドバイスをする。
GYAO!の動画配信サービスにて後日公開されていた。
- よしもとウララちゃん

神保町花月に出演しているよしもと若手注目株芸人が生出演しネタを披露。2011年10月より「ナナパチよしもと」に引き継がれた。
- ココラン

毎週火曜日に行われていたコーナー。「ココ」だけの「ランキング」、さまざまなジャンルのランキングを紹介。
- TOKYO23くぅ?

毎週木曜日に行われていたコーナー。毎回東京23区の特定の区にスポットを当て、グルメ情報を紹介。2010年6月以降はTwitter投稿による情報も踏まえたものとなり、一時期タイトルを『TwitterでTOKYO23くぅ?』に改めていた。
2010年10月は『AMO'S STYLE 究極のランジェリー座談会』のため休止したのち、11月11日より再開、タイトルを『TOKYO23くぅ?』に戻した。
なお「うららGOTO」が拡大される場合はこのコーナーは休止し、「うららGOTO」の見どころを紹介するか「The 給湯室」をこの時間に行う場合もあった。2011年3月17日以降休止となり、そのまま終了となった。
- うちの朝ペット

2010年10月より毎週火曜日に行われていた。毎週、ペット好きの視聴者1名がペットを連れて出演し、そのペットの「親ばか」自慢を披露するコーナー。毎回コーナー終盤には『30秒でできるかな?』コーナーがあり、ペットが30秒であらゆる特技に挑戦した。
2011年3月15日以降休止（募集停止）となり、そのまま終了となった。
- everybody モテバディ

「@7」末期（2011年4月-9月）毎週火曜日に行われていた。毎回、女性の理想のボディのための様々なエクササイズを紹介。講師は横手貞一朗。
- HOT HIT ALBUM CHART TOP10

毎週水曜日に行われていたコーナーで、HMV渋谷店の最新CDシングル・アルバム売り上げランキングを紹介。渋谷店閉店後はHMV都内各店の最新ランキングを紹介していた。
- U・LA・LA PICK UP!

毎週水曜日のコーナー。注目の新人アーティストなどを取り上げていた。現在の「早起きアーティスト」へ継承。
- SHELLY'S WAKE UP CALL

「@7」時代、毎週水曜日のオープニングのニュース直後に行われていた。視聴者のリクエスト曲を流しながら、SHELLYがモーニングコールをする。電話に出た視聴者にはクイズが出題される（ただし出題される三択の選択肢のうち正解のほとんどは①番である）。
早朝の時間帯の為、相手側が電話に出られなかったりすることも度々あった。
2011年9月28日の放送ではクイズをやめ、多数のリクエストをかけながらSHELLYがモーニングコールを乱発する大サービスを行った。
- うららGOTO

毎週木曜日のメイン特集企画。旬の話題やスポットなどを紹介。まれにSHELLYがロケを行っていた（「@7」時代は学生アナウンサーもロケをしていたほか、まれにSHELLYの友人であるガウも参加していた）ほか、ゲストが生出演する場合もあった。
- The 給湯室

毎週木曜日に行われていた企画。給湯室でのおしゃべりネタを提供。本ランキング、女性週刊誌チェック、朝雑学などのミニコーナーで構成。なお「うららGOTO」のコーナー拡大の関係で番組前半に移動、もしくは休止となる場合もあった。
- カンバン男子みーっけ!

「@7」時代末期（2011年）毎週木曜日オープニングに行われていた。情報サイトカンバン男子とのコラボで、首都圏の飲食店の看板イケメン店員（店長）を毎回1名紹介。現在の「きょうのイケメン」につながる企画でもあった。
- ココイコ

毎週金曜日のオープニングコーナー。週末のお出かけ情報を紹介。「@7」最終回まで続いた。なお、現在某キー局で放送されている番組とは無関係。
- ULALA PICKUP MOVIES

毎週金曜日のコーナー。番組おすすめのイチオシ映画を紹介。（放送しない日もあった）
- 宣伝マンほぼ1分勝負

毎週金曜日のコーナー。映画配給会社の宣伝マンが1分間で作品の魅力を語る。（放送しない日もあった）
- MINI THEATER RANKING

ミニシアター系興業の映画作品の人気ランキングを発表。毎月最終金曜日に行われていた。
- New Cinemaダンキチ

Z級映画評論家の中野ダンキチが、B級、Z級、メジャー作品模倣作など、隠れた名作を独自の観点で紹介。「@7」時代、不定期で行われていた。
- XX CHICK FLICK

女の子が"好きでハマっちゃう!"、女子にオススメの一押し映画紹介コーナー。「@7」時代、不定期で行われていた。
- 桜倉ケンのイケメン占い

エンディングで行われていた。桜倉ケン監修による、4択式のタロット占い。カードの順位によって、その日の「イケメンゲット率」を発表していた。
- Shelly's 小顔体操

SHELLYが小顔を使ってのワンポイント体操をレクチャーする。まれにエンディングのコーナーとして行われていた。
- AMO'S STYLE 究極のランジェリー座談会

女性誌『AMO'S STYLE』と番組による共同プロジェクトとして、究極のランジェリーを開発すべく読者モデルらが会議を開催。2010年10月、1ヶ月間連続限定で木曜日に行われた。

## 祝日編成について
本番組は昼枠時代及び『U・LA・LA@7』初年度（2009年度）まで、祝日は原則放送休止だったが、2010年度より祝日も通常通り放送されるようになった。ただし特別編成を行う場合等、編成上の都合により放送休止の場合もあった。
2010〜2011度の番組休止事例
- 2010年11月3日（水曜日、文化の日） - 『TOKYO MX開局15周年記念特別番組 お得満載!今日は生放送!!秋のMXお買い物スペシャル』（第1部：9:30 - 11:30、第2部：13:00 - 14:30）放送の関係上、第1スタジオが同番組貸し切りとなったため、当番組は休止となった[23]。
- 2011年3月21日（月曜日、春分の日）- 番組調整の関係上。
- 2011年4月29日（金曜日、昭和の日）- 映画『黄金の法 エル・カンターレの歴史観』を放送（7:30 - 9:25）のため放送休止。
- 2011年11月23日（水曜日、勤労感謝の日） - 前年11月3日同様『お得満載!今日は生放送!!秋のMXお買い物スペシャル』（10:00 - 12:00）放送の関係上、第1スタジオが同番組貸し切りとなったため、当番組は休止となった。
- 2011年12月26日（月曜日）〜2012年1月3日（火曜日） - 年末年始特別編成のため休止。

## エンディングテーマ
U・LA・LA@7時代
- 2009年4月 - 6月「アジアの花V2」（やうこ）
- 2009年7月 - 2010年3月「たまゆら」（seagulloop）
- 2010年4月 - 9月「花もよう」（中澤信栄）
- 2010年10月 -12月「永遠の光り」（亜希）
- 2011年1月 - 3月「Rain」（原田真二）
- 2011年4月 - 6月「STAR〜いつもここで〜」（YURECA）
- 2011年7月「にじのわ」（ソウルジャンクションズ）
- 2011年8月 - 9月「愛しいウ・ラ・ラ」（ソウルジャンクションズ）

## 派生番組
『芸能U・LA・LA』（げいのうウ・ラ・ラ）
2008年10月から2009年3月29日まで、毎週日曜日11:00〜11:55の枠で放送され、最新の芸能情報をピックアップして放送していた。
MCは宮崎瑠依と豊田エリーが務めていた。

## 備考
- 2010年7月12日〜19日の放送では、SHELLYの夏休みに伴う代理MCとして、当時、平日夜21時枠で放送していた『ザ・ゴールデンアワー』レギュラー出演者のタレント、ガウ（まれに『うららGOTO』の企画でSHELLYとロケを行うこともあった。音楽ユニットGeneZとしても活動[24]）と、同じく矢野デイビットがコンビで代理を務めた。
- 2011年3月11日に発生した東北地方太平洋沖地震（東日本大震災）に伴い、14日から25日までの2週間、当時のレギュラーコーナーなどが一部を除いてカットとなり、内容を大幅に変更する形で震災報道番組となっていた（14日から18日までは夕方の『5時に夢中!』[25]と、夜の『ザ・ゴールデンアワー』も同様）。28日より通常内容に復帰したが、4月6日までは本編中に青色のL画面に「東京MXニュース」を表示する形で放送していた。
- 2011年2月から4月まで番組中、毎回1か所（時間は不定）で『かわいいコックさん』の絵描き歌アニメが1分間放送されていた（歌は野川さくらが担当）[26]。
- 2011年6月20日よりしばらく『芸能う・ら・ら』前に30秒ほど『シンシンとリーリーとかわいい動物たち』と題された、パンダをはじめとする動物の映像を放送していた。この映像は無料映像配信サイトGYAO!でも配信された。
- 2011年7月25日から29日までの1週間は、高校野球東東京大会・西東京大会の準決勝、決勝の関係で、5分短縮で7:55（実際には7:54）までの放送となった。
- 2011年8月8日から12日までの1週間は『"SHELLY"の夏休みは私たちがキッチリ守らせていただきます!スペシャル』と題して、8日:松井絵里奈、9日:YGA[27]、10日:ももいろクローバーZ、11日:岡本あずさ、12日:出雲阿国がそれぞれ代理MCを務めた[28]。また、よしもとのお笑いコンビスリムクラブが1週間通しで出演したほか、よしもと所属芸人からのVTRメッセージが随時紹介された。
- 神奈川県在住で熱狂的な横浜DeNAベイスターズファンでも知られるSHELLYが、2011年9月6日のプロ野球公式戦「横浜対ヤクルト戦」（横浜スタジアム）の始球式に登板。当日は彼女の憧れの人物である三浦大輔投手を意識してヘアスタイルをリーゼント[29]にしたほか、本番組にちなんで背番号「@7」のユニフォームを着用して登板した。また当日はSHELLYと球団によるコラボトートバッグつきのチケットが販売された[30]。なお、始球式の模様は同年9月15日の「うららGOTO」にて放送された。
- 2012年1月20日の放送に、SHELLYが番組降板から4カ月ぶりに出演（VTR出演）。思わず「U・LA・LA@7をご覧の皆さん…」と言ってしまい、スタッフに間違いを指摘され慌てて「ULALAナナパチをご覧の皆さん」に修正する一幕があった。本来の出演目的はイベント告知だが、当時MCのホランと平賀に対し、前任MCらしく先輩としてのアドバイスも披露していた。

## スタッフ
（『U LA LAナナパチ』最終回時点）
- ナレーション：藤本夏姫
- SW：松本賢、今野克裕、磯田利明
- CAM：吉崎直、原美岳、横田敬一、福島一憲
- VE：本間一美、原徹行、梅津孝一、森義人、服部博、山下光敏、児玉大輔、原田あかね
- VTR：渡辺翔太、山本竜孝、駒井庸利、藤岡英樹
- MIX：河村栄一、小島薫、畑圭、児島文子、川島隆行
- LD：和田博、岡麻里子
- 音効：石川武、田中隆造、山内麻里子、齊藤慎太郎
- テロップ：宮崎諒、山下珠世、井尻友紀、柳川彩美、小林恵太
- 技術協力：COSMO SPACE、共立ライティング、アーツポート企画
- 協力：GIO
- ヘアメイク：正木友子、固本正美、阿部深美、松木さや香、藤井郁子
- スタイリスト：大島香織、竹内菜穂子、宮城和佐
- TK：本田悦子、海老澤廉子、星美香、高橋利恵子、藤井佑季
- AD：高橋渚津美、北園遥、小野勇紀、萩本さき、斉藤朱音
- 芸能：髙木茂男、海老根貴幸、大川晃弘
- 気象予報士：高橋和也
- 報道：原田崇央
- ディレクター：我妻賢二、近藤伸哉、大庭俊介、稲田圭亮、赤堀哲也
- 総合演出：野田康弘
- 監修：川名浩二
- プロデューサー：木綿幸平、前原誠一
- チーフプロデューサー：佐藤仁
- 製作協力：JCTV、フリーピット
- 製作著作：TOKYO MX